# 天上花園熊背嶺
《天上花園熊背嶺》（：／）為韓國channel A於2011年12月3日至2012年3月11日播出的週末特別企劃劇，由李宗翰導演執導，朴正華和高恩妮執筆，共30集。以熊背嶺這個美麗的自然村莊為背景，描述了一個家庭經歷的糾葛、矛盾及濃濃親情的故事。

## 演出陣容

### 主要角色
| 演員   | 角色   | 粵語配音 | 介紹 |
| 崔佛岩 | 鄭斗植 | 盧傑     | 在仁的父親，長年在熊背嶺居住，頗得村民的敬重，對於從首爾歸來投靠的女兒和孫女有著難以道盡的情緒。表面上對家人漠不關心，實際上是個相當重情義和原則的長者。                             |
| 柳好貞 | 鄭在仁 | 鄧潔麗   | 儘管丈夫事業失敗，又和自己分居甚至提出離婚要求，仍然扛下養育兩個女兒的責任，且對養女銀秀的愛完全不亞於生女泫秀。離開首爾後在熊背嶺展開新的生活，並與分隔十年的父親重新尋找相處之道。 |
| 金賽綸 | 姜銀秀 |          | 在仁的養女，小學六年級生，聰明懂事，也很照顧自己的異腹妹妹泫秀，僅管明白媽媽在仁的愛，但對於拋下自己的親生父母仍有些不諒解而常感傷落淚，和有類似際遇的承宇非常要好。                 |
| 安瑞賢 | 姜泫秀 |          | 在仁的生女，小學三年級生，有著天真無邪的想法和好勝心，死黏著大人的個性總是讓爺爺無法招架而必須順她的意，暗戀著姊姊的朋友承宇。                                                       |
| 金浩鎮 | 姜泰攝 |          | 在仁的丈夫，銀秀與泫秀的生父，大笑聲和五顏六色的條紋襪子是其註冊商標，個性有些輕浮，事業失敗的他為了能好好盡到父親的責任，不斷追逐著金錢試圖重新振作。                               |
| 玄宇成 | 申佑鈞 |          | 原本是刑警，但是和擔任高階幹部的舅舅有過衝突，一年前辭職後在熊背嶺經營咖啡店，代替入獄的兄弟成為承宇的養父，當在仁一家有困難時往往是第一個伸出援手幫忙的人。                         |
| 捨康   | 陳珠紅 |          | 銀秀的生母，是個知名的影劇明星，二十歲時和泰攝有一段短暫的婚姻並生下銀秀，但不久後為了當演員的夢想，隨即離開了銀秀與家庭。                                                           |

### 佑鈞周邊人物
| 演員   | 角色   | 粵語配音 | 介紹 |
| 姜澯熙 | 申承宇 | 吳小藝   | 佑鈞的養子，母親過世且對於親父的狀況比銀秀對親母更敏感，和銀秀同齡而成為好友，擅長各種樂器待人也親切，是每個女孩的愛慕對象，不過本人對此並沒有很深的察覺。 |

### Gambe嶺人物
| 演員   | 角色   | 粵語配音 | 介紹                                                                                               |
| 李珠實 | 蘇八福 |          | 丈夫在結婚當日被軍隊徵召，在原址苦等了六十年的老奶奶，儘管村裏人閒話不斷，斗植仍舊非常關心她。     |
| 申基俊 | 孔丙道 |          | 無父無母且有口吃的小五學生，被八福奶奶收留扶養長大，儘管莫妮卡對他毫不在乎，他還是非常喜歡莫妮卡。 |
| 全媛珠 | 崔愛玉 | 譚淑英   | 南吉母親，獨力扶養三個兒子長大的大嗓門歐巴桑寡婦，對斗植有好感。                                   |
| 安政勳 | 李南吉 |          | 村里的大叔，為人憨厚且非常孝順母親，總是被媽媽催促盡快成家。                                       |
| 嚴賢璟 | 金明玉 |          | 說著一口方言，因感情不順想自殺的女子，被在仁所救之後，在鎮上餐廳打工，和南吉結識開始交往。         |

### 哲柱家
| 演員          | 角色      | 粵語配音 | 介紹 |
| 金敏國        | 吳哲柱    | 黃志成   | 熊背嶺的六口大家庭之主，個性好強，為了土地所有權和斗植不合。                                                                          |
| 鄭慶順        | 具本淑    |          | 哲柱妻子身兼婦女會長，在仁剛搬來時對她非常反感，為了照顧三個孩子和侍奉教養方針差異頗大的婆婆，對無法親自照顧在療養院的媽媽趕到無奈。  |
| 李芝恩        | 吳莫妮卡  |          | 哲柱的大女兒，名字被剛認識的泫秀調侃為harmonica(口琴)，是個驕縱的千金小姐，說話頗為尖酸刻薄，常欺負兩個雙胞胎弟弟，也喜歡同齡的承宇。 |
| 宋禮丹 宋禮俊 | 吳俊 吳勳 |          | 哲柱與本淑的雙胞胎兒子。 |

## 劇情大綱
| 集數 | 介紹 | AGB全國收視 |
| 1    | 在仁帶著兩個女兒回到鄉下請父親代為照顧，自己則忙著回到首爾賣掉婚戒張羅丈夫泰攝的保釋金，但是分別十年的爺爺對母女三人的態度似乎並不好。和媽媽分開的銀秀泫秀兩姊妹要面對爺爺的壓力、同時還要忍受父母都不在身邊的孤寂。這時丙道出現帶她們到山上的花嶺---全村唯一可以接收手機訊號之處---但是泫秀還是連絡不到媽媽，因為在仁看到丈夫被別的女人保釋，吵了一架而情緒低落。另一方面銀秀在採集五味子時，終於受不了爺爺連番無理的責罵，認為自己並非親孫女才遭遇如此對待，在憤怒之際忽略了媽媽親生的妹妹，致使泫秀在大雨中跌落山坡。雖然盡力求援，但是泫秀還是失去了蹤影，難過的銀秀不知如何面對從首爾趕回的母親。縱使村裏的咖啡店老板佑鈞和兒子承宇救了泫秀，照料後平安送回家，仍無法撫慰銀秀迷失的心。就算當天夜裡在仁攔住銀秀，傷心地哭著訴說沒生下她是件多麼遺憾的事，還是無法阻止銀秀離家出走。然而在首爾的銀秀完全連絡不上尋找親生父母，無處可去之下，最後還是回到了山溝裡的熊背嶺。 | 0.785%      |
| 2    | 「勾引已婚男人的狐狸精加上撿回來的女兒」，這樣的傳言已經在村裏散布開來，連番遭受冷嘲熱諷的在仁一家和哲柱家的紛爭不斷：首先是銀秀和莫妮卡在鎮上的餐館大打出手、其次是爺爺為了被哲柱羞辱的女兒與孫女，打了哲柱一拳、最後連在仁也按奈不住而和哲柱太太起了肢體衝突。盛怒之下哲柱把爺爺的五味子地用圍欄鎖上不讓其進入，自責無法守住土地的爺爺臥病在床。為了求情，在仁與銀秀去哲柱家前跪了一晚，最後哲柱為了競選村長的人望，還是將圍欄打開。隨後的五味子品質鑑定中，爺爺大勝哲柱，終於出了一口怨氣。在母女三人出發回首爾之前，銀秀覺得不管自己再如何努力，仍當不了爺爺的孫女，此時爺爺用接枝栽種的樹木告訴銀秀，就算根源不同、不是親生，只要依附在可靠的媽媽身邊，還是能得到好的呵護和成長。最後上了公車的在仁，在帶回的五味子特產包包中，發現了爸爸給自己的一筆應急錢。 | 0.655%      |
| 3    | 回到首爾的銀秀泫秀，對於鄉村生活難以忘懷，現在她們和媽媽三人勉強安頓在阿姨的服飾店裡。應屆畢業生銀秀被學校要求捐贈冷氣而心情不好，恰好聽到媽媽與阿姨在談論生母陳珠紅，於是跑去劇院的簽名會。但是說出自己和父親的名字後，卻被珠紅當作不認識，讓銀秀非常難過。之後在仁被珠紅約出見面，接受了一筆錢，又撞見泰攝和上次的女人在一起的畫面，同時斗植也打電話來，讓她又想起小時畢業典禮和婚禮，爸爸都沒出席，總是被拋下的不愉快回憶，心力交瘁的在仁忍不住哭著向爸爸抱怨。隨後斗植為了幫自己下跪的女兒親自來首爾，解釋了畢業典禮當天是因為大雪而無法到達，也讓父女多年的誤會真正開始冰釋。這個契機讓在仁下定決心，在銀秀把錢退還給珠紅後，正式搬到熊背嶺定居。銀秀泫秀的加入使當地國小學生增至七個，她們知道了承宇沒有母親，交情進展快速而讓莫妮卡感到壓力；而在仁救起了一位試圖投河自殺的女子明玉，悉心照料之後，對方卻在離開時偷拿了她的錢... | 0.706%      |
| 4    | 爸爸過久的缺席，終究對一家人產生了影響：泫秀因為美術課忘了爸爸的臉無法畫圖而難過、要負擔生計的在仁做起不擅長的粗活，不小心被蜜蜂螫咬。所幸銀秀發現得早，在南吉和佑鈞的幫忙下好不容易送到醫院，還是無法連絡上爸爸的銀秀，只能藉由痛哭和在學校的脫序表現來紓解不安的情緒，並在入睡時憤怒地向媽媽說再也不想看到爸爸。於是在仁拜託泰攝約定時間在首爾見孩子們一面，硬是被拖過去的銀秀哭著對爸爸發洩了心情，其實兩個女兒到底都是不想和父親分開的！然而泰攝卻送上了離婚協議書，無法接受的的在仁回到熊背嶺後立刻把它燒了，所幸在承宇的安慰下銀秀的心情總算是好了些。最後，在鎮上餐廳打工的明玉，再次上門拜訪感謝在仁沒有追究她偷了錢，約定日後一定會還清。 | 0.792%      |
| 5    | 佑鈞帶著孩子們一起出去玩，泫秀被不斷討好承宇的莫妮卡搞得醋勁大發，回家吵著要吃好吃的肉。於是爺爺把家裡養的兩隻雞做成兩鍋雞湯，其中一鍋給了八福奶奶家，縱使泫秀無法接受她的寵物就這樣被吃下肚子，但是半夜仍敵不過飢餓感，邊道歉邊把剩下的雞肉吃掉了。之後泫秀做了漂亮的愛心風箏準備送給承宇，也只得到冷淡的回應，最後風箏又被丙道弄斷，讓她心情越來越差。幸好銀秀拜託承宇對妹妹做了一些溫馨小動作，才使泫秀恢復正常。另一方面，在仁努力想打進村內婦女的生活圈但總是不得要領，還好明玉在拜訪的同時也順便教在仁做大醬曲和各類食品。本來就和明玉有一面之緣的南吉，也趁此機會開始追求對方，在契而不捨的攻勢下，明玉終於答應了交往！ | 0.955%      |
| 6    | 南吉和明玉已經論及婚嫁，婚禮主辦兼介紹人在仁很快就敲定了主持人佑鈞、南吉也親自邀請斗植出任證婚人、媳婦和婆婆處得也好，表面上似乎非常順利，但其實大家心裏仍有複雜的情緒：佑鈞接到了一通電話，連忙趕去監獄探望坐牢許久的弟弟；泰攝竟然又寄了一份離婚協議書給在仁，斗植當著女兒的面大罵丈夫的不是，認為在仁連自己婚姻都不幸福，為何還有餘力幫人主辦婚禮？在仁不甘心的回應自己的婚禮家人都沒到場，不想讓明玉也孤單地結婚；最重要的明玉也在緊要關頭毫無理由的反悔。在南吉不死心追問之下，才知道謊稱延邊出身的明玉，原來是從圖門江拼死逃來的北韓人。了解原委之後，南吉更堅定要好好守護妻子，婚禮終於順利舉行！斗植証婚時強調夫妻一定要把感受真誠向對方表達，別像自己一樣以為家人都懂。原來在六十年前的625事變，八福奶奶的丈夫和斗植的哥哥一起被強制徵集，從此再沒能見面，也成了心中永遠的痛...。 | 0.757%      |
| 7    | 時值耶誕前夕，承宇和佑鈞的心情卻很沉重，他們都不知道如何向對方開口有關親生父親的事。銀秀鼓勵承宇說我們這樣算是特別的人、在仁則建議佑鈞與其裝作不知道不如說出來一起承擔。南吉媽媽看到明玉和不明男子見面，正要追問之際，對面的八福奶奶家發生了大火！刺激之下一併誘發了八福奶奶的阿茲海默症，丙道看著穿上新娘服的奶奶連自己的名字都忘記，只能難過地祈求老天讓她健康。而莫妮卡對此事的態度也讓媽媽相當無奈，因為自己忙得沒辦法照顧和大嫂相依為命，也有老年癡呆的母親；在仁對爸爸付出龐大心力照顧八福奶奶非常不滿，認為父親太過忽略家人。急著自己開牛車送貨的在仁撞傷了腿，在醫院斗植終於向女兒坦白，六十年前自己親眼目睹了八福奶奶丈夫元才的死亡，卻因為膽小一直沒能說出口，心中有萬分的內疚。另一方面明玉也對南吉坦承自己為了把妹妹帶來南韓，私下和人口仲介見面，使南吉鬆了一口氣並保證一起想辦法。最後在聖誕夜，承宇的父親振浩來到了咖啡店...。 | 0.826%      |
| 8    | 雖然已有心理準備，但承宇和父親處得仍然非常尷尬，還是沒有對彼此提到敏感的話題。振浩離開後，承宇終究發現他是因為殺人而入獄，對隱瞞他的佑鈞非常憤怒。在仁出院後斗植對她坦白是因為要幫大哥守住能回家的地方，才一直棲身於此處。就在此時，泰攝來到了熊背嶺，雖然在仁與斗植對這個不合格的丈夫和女婿都不給好臉色，但看到銀秀泫秀開心地跟爸爸玩耍，也只能接受。在偶然的機會下，泰攝發現了哲柱家現有的土地，是用假証明從自己的岳父手上奪來的，從而起了興趣開始調查原委，很快就發現當初做証的人包含了南吉母親。有了野心目標的泰攝，用斗植給他的錢開始多方奔走運作企圖拿回土地！最後看到父親親筆信的承宇終於釋懷，向關心他的銀秀承諾：為了妳我和丙道這類特別的人，以後一定會成為有能力的人！ | 0.974%      |
| 9    | 下雪時節到來，為了奪回土地以及日後一家團聚的願景，泰攝正式向哲柱提出了訴訟，身為關鍵證人的南吉母親左右為難，最後還是被遊說力技高一籌的泰攝說服，答應出庭作證。村長選舉迫在眉睫，候選人哲柱捲入此事的風波成了對手攻擊的弱點、哲柱媽媽和南吉媽媽恩斷義絕、妻子也埋怨著在仁為何要打亂他們一家的生活、不準子女和在仁的女兒一起玩，讓村內氣氛更加詭譎。帶著雙胞胎弟弟出門的莫妮卡，遇到了正在玩爺爺自製手工雪橇的銀秀泫秀，實在拗不過弟弟想玩的要求又不願意讓媽媽難過，只能自己一人回家，此情此景也讓爺爺沮喪地先行離去。然而他們為了不被發現一起玩，躲避哲柱時在黑暗的雪地裏迷路不知去向，所幸在銀秀已束手無策的緊要關頭，爺爺奶奶們有驚無險的找到孩子們。此事驚動了全村，也讓身心疲憊的斗植重新思考。村長選舉當天，斗植出人意料地將土地讓給了被指為騙子的哲柱並大力美言，讓後者因此當選村長，漂亮化解了村民的紛爭。然而諷刺的是，幾天前還開心帶著全家人打雪仗的泰攝，無法理解岳父與站在爸爸那邊的妻子，和在仁大吵一架，兩人的婚姻走到了盡頭，只留下在仁拿出印章，蓋到離婚協議書上的結局...。 | 0.506%      |
| 10   | 大家紛紛到斗植家中感謝他的義舉讓村裏和諧，孩子們又能在一起玩了。在仁接到珠紅的電話，請求讓銀秀到首爾見一面，起初銀秀拒絕，但在電視上看到珠紅因憂鬱症服用安眠藥過量住院的新聞，明白自己不能不去；同時佑鈞接到獄方連絡，得知振浩一直吃不下飯的消息，承宇經過思考後也決定和佑鈞同行。泫秀天真的羨慕姊姊有兩個媽媽，又為姊姊不在身邊趕到寂寞、在仁同樣因此睡不著覺，加上透露離婚的事實給爸爸知道，不盡感傷落淚。在首爾見面的親母女和親父子，終於都對彼此敞開心胸，慢慢明白了難處而初步接納了對方，更恍然大悟原來沒有血緣關係的養母與養父，能做到這樣是有多麼地愛自己！銀秀終於了解，為了想她而吃不下飯睡不著覺的家人，真的給了她太多，因此深深地獨白感謝：「謝謝大家！謝謝大家愛我！不是因為你們那樣地愛我，而是因為那樣你們依然愛我。真的謝謝大家！」 | 0.978%      |
| 11   | 莫妮卡邀請全村的孩子們一起參加歌唱大賽，但是八福奶奶的身體狀況越來越差，讓丙道非常不安，就算莫妮卡硬拖著仍猶豫不決，希望能多照顧奶奶。自知大限將至的奶奶還是鼓勵丙道好好和和朋友們一起練習，承諾比賽時一定會去幫他加油。這時斗植再也無法保守秘密，把元才的真相告訴了奶奶，而奶奶則是感謝斗植這麼久都沒有讓她的希望破滅，並把丙道托付給斗植。比賽當天，奶奶終究還是沒有到場，在大家的幫助下，徬徨的丙道依舊把表演完成。而爺爺也和他約定，會等到丙道有能力自己向前行時再離開他，就這樣鄭家又多了這位特別的孩子。父母真的要離婚的消息也傳到了銀秀耳裏，但她已經夠成熟，而能信任和接納媽媽的決定了。 | 0.871%      |
| 12   | 由於奶奶過世，丙道的口吃更加嚴重，在仁一家不斷鼓勵他多說話。在仁與泰攝在首爾辦妥了離婚手續，進入三個月的考慮期，但是在仁心中仍有複雜的情緒、泰攝也還沒有死心。合唱比賽後，承宇終於能夠大方談論自己的家庭狀況，孩子之間的連結更加緊密，佑鈞對在仁的情感也慢慢浮現。當選村長的哲柱設宴招待村民，因為務農的收成不佳受到各方不小的壓力，不放棄的泰攝重新對大家提出了出售土地，讓大財團開發熊背嶺的計畫，得到了不少認同。在仁收下了泰攝重新送的婚戒，然而她不能完全信任無法接受丙道的泰攝，難過的丙道當天夜裏跑回奶奶家睡覺。哲柱告知斗植他接受泰攝的提案，無法放下自己土地的斗植成了名符其實的釘子戶，也只能向丙道無奈訴苦。 | 0.874%      |
| 13   | 成為地主埋怨對象的鄭家窗戶被砸石頭、栽種的洋蔥遭人蓄意破壞，剩下自己一人堅持也無法阻擋開發案，讓斗植的立場產生動搖；但是只有耕作權的南吉一家也來拜託斗植不要出售，否則他們將因高爾夫球場而無家可歸，只要加上同樣不願妥協的佑鈞就可確保超過20%的土地面積。同一時間泰攝和佑鈞在咖啡店內針鋒相對，泰攝也隱約知道了他對在仁的情感，兩人不歡而散。這次風暴中左右為難的人成了斗植，但在偶然機會下發現的洋蔥加上五味子的組合佐料食品，似乎也讓他看到一絲微弱曙光。最關鍵的大地主哲柱，雖然心中對斗植的人情債有所虧欠，但和妻女討論未來生活後，仍然不得不做出簽約的決定。這時他的雙胞胎兒子，被文具店小偷贈與了兩把玩具槍，不懂人情世故的孩子們以為這樣就是自己的玩具。發現此事的哲柱，為了教育兒子，戲劇性地決定在簽約時翻盤，坦白一切前因後果，稱所有的土地都不能算是自己的，全部歸還斗植後馬上帶吳俊吳勛去道歉。斗植也決定以共同名義的方式和村民一起共享土地，並終止一切買賣計畫。兩面不是人的泰攝，在聽承擔所有違約金的岳父解釋之後，就算再怎麼不甘心，也只能放下貪念，並在接受銀秀的安慰、收下在仁歸還的戒指後獨自離開。而在仁經過一夜買醉後，縱使並不後悔過往和前夫的種種，也下定決心斬斷自己對泰攝的感情，跟隨爸爸的決定。 | 0.900%      |
| 14   | 看到姊姊和承宇的感情越來越好，泫秀又開始吃醋，她告訴姊姊自己將開始實施「忌妒作戰」的任務---故意和一位男孩子親近使得承宇不好受---不過看來看去只有丙道一人可以作為泫秀親近的對象，硬著頭皮執行計劃的泫秀不管是在學校、承宇家、雪地玩耍時都刻意遠離承宇而和丙道曖昧，讓丙道、承宇、莫妮卡都莫名其妙。不過這意外讓莫妮卡對丙道的態度稍微好了點，而丙道了解後也樂於協助泫秀，感到開心的同時還順便改善了口吃。這時搞不清楚的承宇還特地感謝了泫秀如此關心丙道，希望她以後繼續保持下去，不過這無疑讓泫秀的作戰失敗，承宇只好安慰難過的泫秀說兩人的感情已經好到妳不需要這麼做的地步了。另一方面明玉很擔心妹妹卻又無法向婆婆傾訴，身心非常鬱悶，偏偏南吉媽媽又發現了明玉是北韓人而趕她出去，幸好在仁找到了明玉帶去醫院，原來是有小生命了！這也成為全村的動力，大家決定叫她歡喜。 | 0.847%      |
| 15   | 沒有泰攝在身邊，要照顧三個小孩，特別是丙道正值發育期，在仁也感到力不從心。相較於鄰村和大企業達成交易發了大財，斗植則是抵押借款好不容易湊足了三千萬違約金，還要和全村一起拼命推銷洋蔥產品，小孩子們也在哲柱重新整理的八福奶奶家幫忙。南吉和佑鈞幫忙斗植與明玉在網路上登記尋找可能在北韓的失散親人，雖然有發現爺爺大哥的線索，但確認後只是同名異人。身心疲累的斗植在和面包店簽下供應合約後病倒，丙道承諾他一定會做好泫秀哥哥的榜樣努力用功，和大家一起生活下去。 | 0.565%      |
| 16   | 斗植因病住院，泫秀用自己的積蓄買了號稱山蔘的桔梗給爺爺吃，並且向隔壁床的黃爺爺解釋爺爺對自己有多好。但是佑鈞清晨沒有趕上規定時間把洋蔥粉送到，合約終止，孩子們怕爺爺知道後身體會更糟，於是自己拿了貨到路邊叫賣，其他村民也苦尋著新的銷路。在仁到醫院時，隔壁床的有錢女兒女婿也來探望，在仁看著爸爸只吃他們帶的高級餅乾而感到己不如人的羞愧，自卑地對斗植發了一頓脾氣後離開，在佑鈞的車上也起了小口角。隔天南吉與明玉帶了一封信給剛抽完水的斗植，卻是大哥宗植已經過世的消息，承受不了的斗植突發心肌梗塞，被推入了手術房，大家都趕來醫院，但是情況並不樂觀。在模糊意識中，斗植曾以為母親只在乎因戰爭分開的哥哥，一度放棄了生存意志；幸虧女兒和兩個孫女，又點燃了他的希望火焰，總算從鬼門關前折返。出院當天黃爺爺大力誇耀在仁對斗植無微不至的照料，兩人結為好友，而父女間因為離婚產生的心結，至此終於解開。 | 0.567%      |
| 17   | 佑鈞繼續幫麵包店免費配送產品，希望能挽回信用。對離婚兩字極度敏感的在仁，在咖啡店被提及此事的佑鈞觸怒，不明究理地又發了一頓脾氣。不久後機會到來，他們的食品被介紹到知名的大酒店，獲得了參加展示會的邀約，不過只有兩天的準備時間，隨後這份工作不意外地交給了尷尬二人組在仁與佑鈞。他們在咖啡店熬夜準備，突然的停電讓所有電腦資料都化為泡影，但黑暗的環境意外地讓人坦誠：在仁承認自己面對他人的關愛，總是下意識當作對離婚婦女的同情、南吉和明玉藉由和寶寶的對話，彼此互訴不在意物質的衷情、爺爺也和孩子們一起用燭光玩起手影。隔天的面試，在仁與佑鈞在幾乎沒有書面資料的情況下，以即興演出和現場料理的方式滿足評審的胃口，成功入選，佑鈞對在仁的感情也越來越重... | 0.850%      |
| 18   | 今天是六年級的畢業典禮，三位畢業生莫妮卡、承宇、銀秀分別對家人頒發了感謝獎狀表達感謝，結束後一起到鎮上出遊。感到承宇疏遠的莫妮卡要求銀秀先回家讓自己和他有獨處的機會，善體人意的銀秀只能答應，並對承宇隱瞞事實，不過馬上就被他察覺。南吉媽媽被哲柱媽媽帶到舞廳跳舞社交，卻遇上了以前社長女兒不斷對她冷嘲熱諷，讓她很不是滋味，只能拜託斗植幫忙；同時銀秀也為了尷尬的狀況請教媽媽的意見。他們終於能用最好的方法處理：斗植在沒有說假話的情況下，成功扮演了南吉媽媽的丈夫將了對方一軍，南吉也特別幫媽媽再頒一次獎狀；銀秀用不說破真相、又顧及莫妮卡的方式向承宇道歉，早就心知肚明的承宇也能諒解。最後三位國中新鮮人，一起搭上在仁向政府申請的交通車，邁向了新的階段。 | 0.724%      |
| 19   | 南吉把心力都放在照顧懷孕的妻子身上，讓媽媽覺得受到冷落，決定隻身前去首爾找大兒子，路上恰好遇到了前往鄭家拜訪的黃爺爺，和兒輩關係不佳的他同斗植相談甚歡，決定在此留宿一晚。相反地南吉媽媽卻在首爾吃了閉門羹，只得回去跟南吉訴苦，接受明玉的照顧。雖然黃爺爺的個性有些倚老賣老，但斗植還是請在仁款待這位寂寞的鰥夫，並帶他在熊背嶺四處參觀，介紹他們的洋蔥五味子事業，讓他開心離去。銀秀填寫學校的文件時，接受了父母離婚的家庭狀況，大方地註記上去；承宇更是把父親一欄填入了「申佑鈞」，兩人從此正式以父子相稱，讓佑鈞非常開心，於是請他們吃了飯。隔天黃爺爺派人接斗植與在仁到他家，原來他是大企業的社長，在居住期間受到了感動和信任，決定拜斗植為兄，給了鄭家一輛休旅車、並投資一億元到洋蔥事業。 | 1.027%      |
| 20   | 為了讓事業更上軌道，佑鈞等人去參觀了急速凍結乾燥工廠，聽取建議和老板的「PASS」人生小道理。回程路上在仁接到了辭演連續劇的珠紅電話，沮喪地要把銀秀託付給她，得知消息的銀秀拜託媽媽去照顧媽媽，到達了豪宅的在仁，在門前看到的是暈倒的珠紅...。南吉媽媽和哲柱媽媽一起去算命，哲柱媽媽卻被預言會在六天後死於非命，要用三百萬買下護身符才能倖免於難，偏偏現在連哲柱也為了償還五味子貸款左支右拙，無法支援母親。在仁幫珠紅打理了晚餐，並告訴她自己離婚的消息，讓珠紅對銀秀的前途非常擔心，兩人吵了一架，不過在了解事情全貌後，珠紅還是接受了在仁的做法，答應要重新振作；而哲柱媽媽想開之後，決定盡量多幫助人，當然也沒有如同預言死去。斗植認為時機成熟，告訴大家有關凍結工廠，還有黃在東社長當作幸福價值的一億投資。 | 0.853%      |
| 21   | 珠紅親自去接銀秀下課，送給她電腦和其他家人禮物，和泰攝取得了聯繫聊了彼此的狀況，在女兒和泫秀認為她永遠是主人公的支持下，決定繼續演出連續劇。佑鈞提出了「一地協同組合」的構想，讓全村人正式投資入股，一起參與洋蔥事業，但討論到是否要用資金償還斗植的違約金時，遭到眾人冷落、同樣為錢所困的哲柱再也忍不住地強力反對，和佑鈞起了衝突，眾人不歡而散。銀秀發現了莫妮卡行徑怪異，希望承宇多關心她，承宇找到了被不良少年閔旭基勒索的莫妮卡，在保護她的同時也受了傷。哲柱要求旭基轉學未果，憤而打算搬家離開此地；相反地，承宇首次向銀秀提及有關父親在監獄的往事，無論如何不希望無人幫忙爸爸的憾事重演，決定包容和信任旭基。在銀秀、在仁、佑鈞的合力幫忙下，終於將想讓母親難堪的旭基從懸崖邊拉回；明白了此事，和斗植懇談過的哲柱，也願意包容接受佑鈞的方式，讓組合終於能夠順暢運作。最後在仁也想起了母親，用銀秀的電腦發了電子郵件...。 | 0.853%      |
| 22   | 在仁的媽媽華英從菲律賓回到了熊背嶺，看到女兒辛苦地生活，還要照顧丙道，心中相當不捨。這時斗植又帶黃社長到家中，想要在仁幫忙招待，她積壓數十年的怨氣爆發，把黃社長趕走後大罵了斗植。在仁只好把社長拜託給明玉，讓他和南吉媽媽一起用餐，順便開導明玉要把懷孕的不適與辛苦向丈夫說，兩人一起分擔。在熟悉熊背嶺環境的幾天，在仁媽媽發現了佑鈞對在仁的感情、受到南吉媽媽不甚友善的對待、知道斗植之所以留在此地的原因，但還是無法對此釋懷，加上女兒偏向父親，讓她決定提早回菲律賓。最後關頭斗植終於說服妻子，願意補償以前欠下的一切，兩人能夠開始一起面對多年來的歧異。 | 1.189%      |
| 23   | 奶奶決定和爺爺一起生活，為了女兒幸福也極力促成在仁和佑鈞的關係，幫他們安排了約會。離婚不久的在仁，雖然覺得佑鈞可靠但無法抹滅前夫在心中的地位，太過難受下暫時婉拒了佑鈞的好意，也對媽媽的嘮叨感到厭煩；本淑每天面對家人的壓力極度疲累，看到在仁還能和媽媽吵嘴，跑去探望了在療養院的母親暫時逃避現實，哲柱決定盡快接岳母回家；已經沒有父母的明玉和丙道則是更加羨慕她們。南吉看到媽媽為了斗植每天生悶氣，鼓勵她趁值班咖啡店銷售洋蔥產品時，多和黃社長接觸。最後泫秀畫了一張圖對媽媽說「我愛你」，在仁馬上對媽媽做了同樣的事。 | 1.308%      |
| 24   | 被在仁拒絕後，佑鈞和大家避不見面，加上對其人生有重大連結的警察署長舅舅過世，趕去首爾奔喪的他心情更加鬱悶。又把錢用光的泰攝無處可去，只好投靠珠紅並答應當她的經紀人，這時得知消息的在仁也來到首爾致哀，想要在珠紅家借宿一晚，泰攝只得慌忙逃走。和佑鈞在靈堂相處後，在仁了解前夫在自己心中，就像佑鈞對舅舅一樣又愛又恨，已經成為自己的一部份而不可能忘掉，在這樣的情況下仍然可以發展新的感情。另一方面明玉從在仁媽媽那邊得到了妹妹的消息，雖然只能從視頻中見面，但總算能放下心來，南吉更提出了正式收養丙道的想法。大家經過討論後，決定保持現狀，用組合的基金來作為丙道的學費與獎學金，不再讓一個家庭獨自負擔。丙道也在朋友的支持下，學習得越來越快了。 | 1.128%      |
| 25   | 斗植夫婦到醫院複診，華英被懷疑有胃癌做了組織切片檢查，這個壞消息卻讓兩個人感情變得更好，在仁也決定要在父母的結婚紀念日帶她們拍婚紗照。佑鈞忙著對在仁發動攻勢的時候，一位愛慕他的警察後輩學妹到咖啡店借宿一晚，不巧被在仁撞見，佑鈞為此生氣於在仁的毫無反應，還被承宇挖苦了一陣，不過承宇自己同時面對銀秀和莫妮卡的狀況，和爸爸相比也不遑多讓。銀秀看著宣傳海報上的媽媽時，經紀人泰攝在拍攝場景聽到了導演對珠紅的評價，對她提出了用可愛方式演出的建議。在仁幫媽媽選婚紗時，不免對自己已經離婚感到遺憾，和銀秀互相調侃以後可以快點結婚。而拍照的地點就在咖啡店，由佑鈞負責掌鏡，剛好來訪的黃社長也一起參與，九個人留下了溫馨的畫面。當然，檢查的結果並不是胃癌，在仁可以對繼續在一起的父母，致上不間斷的謝意了。 | 1.211%      |
| 26   | 組合的公款短少了四千五百萬，哲柱和南吉大吵一架之後報警調查，結果竟然是佑鈞挪用了錢，斗植唯有將他從組合內除名，在仁抱持著無奈心情，還是暫時相信了佑鈞有不得已的隱情。泫秀非常想讓自己的圖畫參加全國比賽，但她發現丙道的作品更勝過她，於是把兩張畫背面的名字塗改對調。華英向斗植坦白，那些錢是她為了兒子工廠的貸款跟佑鈞調來的，震驚的斗植在思考過後，決定自己扛下罪名面對全村的指責，最後佑鈞把真相告訴在仁，才讓她明白為了所愛，人可以變得何等自私。珠紅有了泰攝的幫助，在表演上愈發傑出，但是看到岳父母的婚紗照中有佑鈞參與，讓泰攝只能生起悶氣；另一方面老師發現了泫秀的所為並告知在仁，華英檔下了生氣的在仁，由斗植處罰了泫秀。一段時間後華英向南吉家告知了真相，看著斗植刻的印章和剛出生的孩子，他們決定了李歡喜這個名字。 | 1.366%      |
| 27   | 在仁與佑鈞利用到首爾出差的空檔，一起慶祝佑鈞的生日，第一次正式出遊的他們拍了不少照片，佑鈞拿出了戒指送給在仁等待她的答覆；泰攝幫珠紅打造的可愛形象，讓她演藝的事業蒸蒸日上，但不可避免地，關於她曾與經紀人結婚生子的流言開始散布，公司要求他開除撤換經紀人，泰攝只能看著車外的追星粉絲，聯絡了兩個女兒趁放假空檔見面。承宇和銀秀都明白自己的父母有可能和對方結婚，想支持爸媽的的心意和環境可能改變的不安加在一起，讓他們的心情變得複雜起來，特別是銀秀到了首爾和爸爸見面，聊了媽媽的心情和自己的想法，在還是掉下了眼淚。泫秀想要趁機見珠紅一面，要姊姊打電話，泰攝以為今天沒有行程而不反對，但實際上處在流言風頭上的珠紅正與公司代表密會，雖然接到電話，又被迫拒絕了銀秀。隨後泰攝到了珠紅家懇談，由於現實所逼，如果要為珠紅的事業前途著想，他就不能繼續以經紀人的角色待在珠紅身邊，因此主動請辭，孤身一人離開投靠朋友。看著關心自己的人們遠去，心如刀割的珠紅面對記者疲勞轟炸無處可躲...只有一個地方除外！她去了在仁所在的避風港熊背嶺，銀秀終於和兩個媽媽一起見了面，更在夜裡撫慰了珠紅不安的心情。隔天兩位媽媽開始爭著銀秀的關愛，誰也不退讓，而珠紅的憂鬱和失眠似乎也不藥而癒...。                                    | 0.798%      |
| 28   | 銀秀享受著兩個媽媽的愛，泫秀則忍不住又哭著要爸爸過來，泰攝決定再度前往熊背嶺，來的時候與前岳父母打了照面，華英一陣斥責後不放心的出門去了。同時和兩位前妻相處，加上佑鈞發現後也來湊一腳，四人的互動極為尷尬，讓泰攝的心情無所適從，自己只剩下孩子父親這個身份了。難以接受事實之下藉酒澆愁，混亂的他一會兒說要和珠紅重新結合帶走銀秀，讓她不知如何是好、一會又和岳父下跪道歉求斗植幫忙。華英從釜山打電話提醒在仁，不要因憐憫之心或為孩子而想和泰攝重修舊好，夫妻不幸的孩子是不可能幸福的。隔天珠紅決定先離開，勸泰攝誠實對在仁說出自己的想法，和銀秀分別時彼此送上了滿滿的祝福；隨後在仁和泰攝聊了許久，這個家不會因丈夫事業失敗沒有錢而不幸，妻子無法再信任這樣的先生，才是無法繼續一起生活的根本原因，就算泰攝再想挽回，兩人還是只能無言以對。這時斗植苦惱著成立首爾支社的問題，提議讓泰攝擔任社長，委員們意外地不計較過去，在佑鈞的強大推薦下一致通過。有了最後機會的泰攝，在兩個女兒的頒獎打氣下，決定好好踏實走下去。 | 0.946%      |
| 29   | 在仁週遭的人不斷影響著她：媽媽不希望女兒為了孩子又心軟，想以自己的經驗說服在仁，為了以後幸福要在仁少和前夫往來，但在仁認為兩代的作法不一樣，為了孩子成長更不能把這些混為一談；泰攝表明他不會放棄重新開始，在仁表明以前實在太過依賴他與愛著他以致於受傷太深，真的無法這麼做，泰攝問了該怎麼讓泫秀理解這些之後，隨即離開熊背嶺向首爾出發；佑鈞則是等著在仁的回應，在仁很信他任並感謝他所做的一切，但也承認自己對再婚沒有信心，為了孩子也不可能和泰攝完全分開，而佑鈞了解在仁是為別人著想的個性，也沒有再強逼下去。在首爾召開記者會的珠紅，想起了斗植對她說的話，坦白了一切真相，為愛著自己的銀秀公開承認了女兒的存在，隨後回歸了舞台劇演員的生活、華英和南吉媽媽為了照顧小孩而起了衝突，華英將心比心知道愛玉的難處，主動幫他湊合了黃社長、同時發現本淑難過於無法照顧媽媽，也促使哲柱家把娘家母親接了過來。在首爾的支社開張營業，泰攝與佑鈞終於到了面對彼此的時刻...。 | 1.081%      |
| 30   | 佑鈞向泰攝表示，只要能讓在仁真的幸福，就算是她重回以前的家庭，也會放手自動退出，失去著力點的泰攝聽了頗不是滋味，珠紅一針見血的指出這是因為泰攝不甘心妻女被人奪走而想妨礙，要他放下心軟的在仁。銀秀又被奶奶追問關於媽媽的再婚問題，一直宣稱不介意的銀秀承認心裏仍會不舒服，但多虧了爺爺，她很明白自己應該待在何處，就像緊緊貼在樹上的心情一樣；另一方面，同樣感到在意的承宇得知了父親的冤枉被洗清，內心百感交集。兩個好友不約而同到花嶺散心，手拉著手立下了在見識足夠之後，一定會回到熊背嶺，在此處見面的約定。為了顧及孩子們的想法，在仁還是拒絕了求婚而保持現狀，但也承諾如果日後要再婚，對象一定是申佑鈞。而黃社長和愛玉的交往幾經波折，在大家的幫助下終於到了大喜之日，在仁策劃的傳統婚禮讓所有人都非常盡興。結束後承宇的爸爸回到了咖啡店，父子終於可以一起生活；斗植也向家人交代了日後的規劃，在仁心中滿懷感激，因為自己能在這邊留下的一切，都是從父親的手中接下來的，將來她會像爸爸一樣，把這份美好留傳下去。 | 0.964%      |

## 外部連結
- 韓國Channel A

## 作品的變遷
| Channel A 週末特別企劃劇 | Channel A 週末特別企劃劇                         | Channel A 週末特別企劃劇 |
| ------------------------ | ------------------------------------------------ | ------------------------ |
|                          | 天上花園熊背嶺 （2011年12月3日 - 2012年3月11日） |                          |
| —                        | 不朽的名作 （2012年3月17日 - 2012年5月20日）     |                          |

| 香港 亞洲電視本港台 ATV亞洲劇場 星期一至五 19:30 - 21:00 · 10月2日、16日、17日 暫停播映 | 香港 亞洲電視本港台 ATV亞洲劇場 星期一至五 19:30 - 21:00 · 10月2日、16日、17日 暫停播映 | 香港 亞洲電視本港台 ATV亞洲劇場 星期一至五 19:30 - 21:00 · 10月2日、16日、17日 暫停播映 |
| --------------------------------------------------------------------------------------- | --------------------------------------------------------------------------------------- | --------------------------------------------------------------------------------------- |
|                                                                                         | 天上花園 （2014年9月29日 - 11月5日）                                                    |                                                                                         |
| 老米家的婚事 （2014年8月18日 - 9月26日）                                                | 新再見艷陽天 （2014年11月6日 - 12月3日）                                                |                                                                                         |
| 香港 亞洲電視本港台 星期一至五 20:00 - 21:00                                            |                                                                                         |                                                                                         |
| 瑞蓮 （2015年5月4日 - 6月15日）                                                         | 天上花園 （2015年6月16日 - 7月17日）                                                    | 大俠霍元甲 （20:30-22:25） （2015年7月20日 - 7月31日）                                  |